# 黄奇辅
黄奇辅（1955年1月27日—），男，祖籍福建，生于台湾，美国华人投资家，对冲基金经理。

## 生平
1955年出生于台湾，祖籍福建。1977年毕业于国立台湾大学经济系，1983年毕业于斯坦福大学，之后任职于MIT斯隆管理学院，1990年升为正职教授。1993年进入高盛，1995年受罗伯特·科克斯·默顿邀请加入长期资本管理公司开展亚洲业务，1999年进入Platinum Grove Asset Management，2013年退休。

## 著作
- 《金融经济学基础》（与罗伯特·李兹森伯格合著），清华大学出版社，2013年10月，ISBN 9787302071334